# Mục tiêu phát triển bền vững

### Các hiệp ước và hội nghị chính
- Hội nghị quốc tế lần thứ ba về các quốc đảo nhỏ đang phát triển (Hội nghị SIDS)
- Hội nghị Liên hợp quốc về Phát triển bền vững, Rio +20
- Tuyên bố và Hội nghị thượng đỉnh Thiên niên kỷ
- Hội nghị quốc tế về tài trợ cho phát triển
- Hội nghị thượng đỉnh thế giới về phát triển bền vững
- Hội nghị Thượng đỉnh Trái Đất +5
- Hội nghị về Môi trường & Phát triển[1][2]

## Mục tiêu và số liệu hoạch định
Có 169 mảng mục tiêu nhỏ cho 17 mục đích chính. Chúng được thể hiện chi tiết trong danh sách các mục tiêu và chỉ số các mục tiêu phát triển bền vững (SDG). Mỗi mục tiêu có từ 1 đến 3 chỉ số được sử dụng để đo lường tiến độ đạt được. Tổng cộng, có 232 chỉ số được phê duyệt sẽ đo lường sự tuân thủ.
17 mục tiêu được liệt kê dưới đây dưới dạng tiêu đề phụ sử dụng các cụm từ 2 - 4 cụm để  xác định từng loại mục tiêu. Ngay bên dưới mỗi mục tiêu, trong dấu ngoặc kép, là từ ngữ chính xác của mục tiêu trong một câu. Các đoạn tiếp theo hiển thị một số thông tin về một vài mục tiêu được chọn và các chỉ số liên quan của từng mục tiêu. 

Sơ đồ liệt kê 17 Mục tiêu Phát triển Bền vững

### Mục tiêu 7: Năng lượng sạch, giá cả phải chăng

#### "Đảm bảo tất cả mọi người có thể tiếp cận với năng lượng giá cả phải chăng, đáng tin cậy,bền vữngvà hiện đại."[5]
Các mục tiêu đến năm 2030 gồm sự tiếp cận đến năng lượng có mức chi phí hợp lí và đáng tin cậy đồng thời tăng tỷ trọng ngành năng lượng tái tạo trong cơ cấu năng lượng toàn cầu. ĐIều này liên quan đến việc nâng cao hiệu quả sử dụng năng lượng và đẩy mạnh hợp tác quốc tế để có thể dễ dàng tiếp cận mở rộng hơn về công nghệ năng lượng sạch và đầu tư nhiều hơn vào cơ sở hạ tầng năng lượng sạch. Các kế hoạch kêu gọi sự quan tâm đặc biệt để hỗ trợ cơ sở hạ tầng cho các nước kém phát triển nhất, các đảo nhỏ và các quốc đảo đang phát triển.
Tính đến năm 2017, chỉ có 57% dân số thế giới chủ yếu dựa vào nhiên liệu sạch và công nghệ để nấu ăn, thấp hơn so với mục tiêu 95%.

### Mục tiêu 11: Thành phố và cộng đồng bền vững

#### "Biến các thành phố và khu dân cư thành một nơi bao quát, an toàn, tiến bộ và bền vững."[7]
Mục tiêu là vào năm 2030 đảm bảo được cho người dân có khả năng tiếp cận nhà ở an toàn và giá cả phải chăng . Chỉ số (%) được dùng để đo tiến độ mục tiêu, dựa trên phần trăm số dân thành thị sống trong các khu ổ chuột và các khu định cư không chính thức. Từ năm 2000 đến năm 2014, tỷ trọng đã giảm từ 39% xuống 30%. Tuy nhiên, có số ít nhóm người tuyệt đối sống trong các khu ổ chuột tăng từ 792 triệu người năm 2000 lên tới xấp xỉ 880 triệu người vào năm 2014. Sự di cư từ nông thôn lên thành thị tăng nhanh khi dân số tăng và có nhiều lựa chọn thay thế tốt hơn cho nhà ở có sẵn. 

### Mục tiêu 12: Trách nhiệm trong Sản Xuất và Tiêu Dùng

#### "Đảm bảo các mô hình sản xuất vàtiêu dùng bền vững."[8]
Mục tiêu 12 bao gồm việc sử dụng các phương pháp sản xuất thân thiện với môi trường và làm giảm lượng rác thải.  Kỳ vọng vào năm 2030, tỷ lệ tái chế của guốc gia sẽ tăng lên đến hàng tấn vật liệu được tái chế. Xa hơn,  các công ty nên bắt đầu ứng dụng các kĩ thuật  mang tính lâu dài và công bố các báo cáo có khả năng bền vững. 
Mục tiêu đi đầu là kêu gọi thực hiện Chương trình 10 năm Sản xuất và Tiêu dùng Bền vững. Khuôn khổ này của chương trình được các quốc gia thành viên đồng thuận tại Hội nghị về Phát triển bền vững của Liên Hợp Quốc, là một cam kết toàn cầu giúp đẩy mạnh chuyển dịch sang sản xuất và tiêu dùng bền vững ở các nước đã và đang phát triển. Để tạo ra tổng tác động cần thiết cho bước nhảy vọt này, các chương trình như Mạng Một Hành tinh đã xây dựng các phương án khác nhau để thực hiện thành công Mục tiêu 12.

### Mục tiêu 13: Hành động vì khí hậu

#### Cấp bách thực hiện  các hành động ngăn chặn biến đổi khí hậu và tác động của biến đổi khí hậu bằng cách kiểm soát lượng khí thải và thúc đẩy ngành công nghiệp năng lượng tái tạo phát triển."
Các cuộc đàm phán và  thảo luận của Liên Hợp Quốc đã xác định mối liên kết giữa quá trình SDG ( quá trình phát triển bền vững) sau năm 2015 và quá trình Tài trợ cho Phát triển. Nó được tổng kết vào tháng 7 năm 2015 tại Addis Ababa và Hội Nghị biến đổi khí hậu của Liên Hợp Quốc lần thứ 21 COP 21 tại Paris vào tháng 12 năm 2015.
Tháng 5 năm 2015, một báo cáo kết luận rằng chỉ có một  thỏa thuận khí hậu rất tham vọng ở Paris năm 2015 có thể giúp các quốc gia đạt được mục tiêu và mục đích phát triển bền vững. Báo cáo cũng nói rằng chỉ có thể giải quyết vấn đề biến đổi khí hậu khi các SDGs – các mục tiêu phát triển bền vững được đáp ứng. Hơn thế nữa, phát triển kinh tế và biến đổi khí hậu có mối liên hệ chặt chẽ, đặc biệt xoay quanh vấn đề như nghèo đói, bình đẳng giới, và năng lượng. Liên Hợp Quốc khuyến khích các lĩnh vực công  chủ trương nỗ lực giảm thiểu các tác động tiêu cực đến môi trường.
Sự nhấn mạnh về giảm thiểu biến đổi khí hậu lần nữa thực hiện được phần nào do mối quan hệ giữa Trung-Mỹ đã được cải thiện vào năm 2015–2016, nổi bật là tại Hội Nghị Thượng Đỉnh Biến đổi khí hậu của Liên Hợp Quốc thứ 21 COP21 tại Paris và hội nghị G20 (ở Hàng châu).
Năm 2018, Hội Đồng Quốc tế về Biến đổi Khí hậu (IPCC), cơ quan đánh giá khoa học của Liên Hợp Quốc liên quan tới vấn đề biến đổi khí hậu, đã xuất bản một bài báo cáo đặc biệt " Sự nóng lên toàn cầu 1,5 ° C". Nó đã nêu phác các tác động chính của việc: Trái Đất tăng 1,5 ° C so với mức trước công nghiệp; các lộ trình phát thải lượng khí nhà kính toàn cầu có liên quan; nhấn mạnh khả năng tránh một lượng lớn các tác động bằng cách hạn chế sự nóng lên toàn cầu đến 1,5 ° C , 2 ° C, hoặc nhiều hơn. Báo cáo đề cập rằng điều này sẽ đòi hỏi lượng khí thải carbon dioxide (CO2) do con người gây ra trên toàn cầu giảm khoảng 45% so với mức của năm 2010 vào năm 2030, đạt ngưỡng "Cân bằng Năng Lượng" vào khoảng năm 2050, thông qua quá trình chuyển đổi "nhanh chóng và mở rộng" trên các phương diện (đất đai, năng lượng, công nghiệp, cao ốc, giao thông và các thành phố). Báo cáo đặc biệt này sau đó đã được thảo luận tại Hội nghị Biến đổi khí hậu của Liên Hợp Quốc lần thứ 24 COP 24. Mặc dù đã được các quốc gia yêu cầu tại COP 21, nhưng báo cáo không được bốn quốc gia (gồm Mỹ, Ả Rập Xê-út, Nga và Kuwait) chấp nhận, họ chỉ muốn "ghi chú" nó lại, từ đó hoãn nghị quyết sang phiên họp SBSTA tiếp theo vào năm 2019.

### Mục tiêu 14: Sự sống dưới nước
Mục tiêu 14 của Phát triển Bền vững là “bảo tồn và  khai thác các đại dương, biển và các nguồn tài nguyên trên biển về lâu dài để phát triển bền vững.” Cần có các chiến lược hiệu quả giúp hạn chế các hệ quả xấu do sự tăng axit hóa đại dương, đẩy mạnh việc khai thác các đại dương một cách bền vững. Khi các khu vực đa dạng sinh học biển được bảo vệ, mở rộng, sự tài trợ cho khoa học biển gia tăng. Yếu tố cần thiết cho việc bảo tồn các nguồn tài nguyên trên biển. Sự suy thoái của các vùng ven biển là diễn biến toàn cầu, do ô nhiễm và do phú dưỡng ven biển (sự tăng quá cao nồng độ các chất trong nước), nơi các yếu tố tương tự góp phần vào biến đổi khí hậu có thể ảnh hưởng đến các đại dương và tác động tiêu cực đến sự đa dạng sinh học biển. “Nếu không có sự nỗ lực phối hợp của nhiều người, hiện tượng phú dưỡng ven biển dự kiến sẽ tăng 20% trong các hệ sinh thái biển lớn vào năm 2050”.

### Mục tiêu 15: Sự sống trên cạn

#### "Bảo vệ, phục hồi và thúc đẩy sử dụng bền vững cáchệ sinh tháitrên cạn, quản lý bền vững các khu rừng, chốngsa mạc hóa, ngăn chặn và đẩy lùisuy thoái đấtvà ngăn chặn mấtđa dạng sinh học."[23]
Mục tiêu này nêu rõ các tiêu điểm cho việc bảo tồn đa dạng sinh học của các hệ sinh thái rừng, sa mạc và núi, theo tỷ lệ phần trăm của tổng diện tích đất. Có thể đạt "sự trung lập về suy thoái đất của thế giới" bằng cách khôi phục những khu rừng bị suy thoái và đất bị mất do hạn hán, lũ lụt. Mục tiêu 15 kêu gọi sự quan tâm nhiều hơn đến việc ngăn chặn sự xâm lấn của các loài du nhập và bảo vệ nhiều hơn các loài có nguy cơ tuyệt chủng. Rừng đóng vai trò nổi bật trong thành công của Chương trình nghị sự 2030, đặc biệt là về các dịch vụ hệ sinh thái, sinh kế và nền kinh tế xanh; nhưng điều này sẽ đòi hỏi những ưu tiên rõ ràng để giải quyết những cân bằng chính và huy động hiệp lực với các mục tiêu phát triển bền vững khác (SDGs).
Chỉ số phủ Xanh núi giám sát quá trình hướng đến mục tiêu 15.4, trong đó tập trung vào việc bảo tồn các hệ sinh thái -núi. Chỉ số được đặt tên là chỉ số cho mục tiêu 15.4. Tương tự, Chỉ số Đỏ (Danh sách Đỏ hoặc RLI) sẽ thực hiện đầy đủ chức năng của đa dạng sinh học bằng cách ghi lại các loài có nguy cơ tuyệt chủng. Động vật tuyệt chủng là vấn đề đang ngày một gia tăng.    